# Сальверт, Эзеб де
Эзе́б де Сальве́рт (фр. Eusèbe de Salverte), полное имя Анн Жозеф Эзеб Баконьер де Сальверт (фр. Anne Joseph Eusèbe Baconnière de Salverte; 18 июля 1771 года, Париж — 27 октября 1839 года, там же) — французский писатель, поэт-песенник и политический деятель.
До революции служил в магистратуре, во время революции был приговорён к смерти, но успел оправдаться. При Директории напечатал несколько республиканских брошюр и трагедию «Смерть Исуса-Христа» (La mort de Jésus-Christ). Во время Реставрации и Июльской монархии в качестве члена палаты депутатов был одним из деятельных членов оппозиции, с одинаковым рвением нападая на правительство и иезуитов.

## Творчество
Главные труды Сальверта:
- «Les Journées des 12 et 13 germinal au III» (1795),
- «Idées constitutionnelles» (1795),
- «Le premier jour de prairial» (1795),
- «De la balance du gouvernement et de la législation» (1798),
- «Du droit des nations» (1799),
- «Tableau littéraire de la France au XVIII siècle» (1809),
- «De la civilisation depuis les premiers temps historiques» (1813),
- «Du taux de l’argent, de l’intérêt et de la réduction» (1824),
- «Des sciences occultes ou essai sur la magie, les prodiges, les miracles» (1829).